# アクス市
アクス市（アクスし）は、中華人民共和国新疆ウイグル自治区アクス地区に位置する県級市。同地区の行署が所在する首府である。ウイグル族、漢族などが居住する。
アクス川とタシカン川の間の平原部に位置し、町の西を流れるアクス川はカシュガル川、ホータン川と合流してタリム川となる。「アクス」はテュルクの言語で「白い水」を意味する言葉で、町が洪水に悩まされたためにこの名が付けられたと言われている。

## 歴史
前漢の時代には姑墨国がアクスに栄え、南城と呼ばれる都城が置かれていた。新の王莽の時代に姑墨は西の温宿国の王を殺害し、この地を併合する。やがて姑墨はタリム盆地の支配権を獲得した莎車国に臣従し、後漢中期から晋代までは亀茲国に服属する。亀茲の後、姑墨国はさらにエフタル、柔然、突厥に従属していたと考えられている。唐の仏僧・玄奘三蔵が『大唐西域記』の中で屈支（亀茲、クチャ）の西にあると伝えた跋禄迦国は姑墨国に比定されている。
西域を征服した唐が安西都護府と安西四鎮を設置した際、姑墨国の故地に姑墨州が設置され、撥換城が建てられた。670年に撥換城はチベットの吐蕃の攻撃を受けて陥落し、679年に唐は奪回するが、790年に再び吐蕃の支配下に入る。宋代のアクスはウイグルの支配圏に入っていた。
13世紀に成立した元朝の統治下ではアクスはカアン（皇帝）の直接統治下に置かれるが、やがてモグーリスタン・ハン国（東チャガタイ・ハン国）の支配下に入る。15世紀初頭にティムール朝で成立した歴史書『ザファール・ナーマ』は、中国の商人がアクスを重要な都市と認識していたことを記している。16世紀のモグーリスタン・ハン国で著された歴史書『ターリーヒ・ラシーディー』でもアクスは東トルキスタンにおける重要な都市の一つに挙げられ、カシュガル・ハン国の成立後もアクスは重要性を保ち続ける。
ジュンガルの支配を経て1760年に清の支配下に入り、温宿直隷州が設置された。ヤクブ・ベクの乱の際にアクスはヤクブ・ベクによって占領され、1884年の新疆省の設置に伴って阿克蘇道が設置される。1907年にアクスを訪れた日本の軍人の日野強は『伊犁紀行』の中で商人、家畜で混雑する町の様子を記録している。1913年に阿克蘇県が置かれ、1983年に県が廃止されて市が置かれた。

## 行政区画
7街道、2鎮、4郷を管轄：
- 街道弁事処：欄杆街道、英巴扎街道、紅橋街道、新城街道、南城街道、柯柯牙街道、多浪街道
- 鎮：カラタル鎮（喀勒塔勒鎮）、アイキョル鎮（阿依庫勒鎮）
- 郷：エゲルチ郷（依干其郷）、バイシテュグメン郷（拝什吐格曼郷）、トプルク郷（托普魯克郷）、クムバシ郷（庫木巴希郷）

## 気候
| アクス市（1971年 − 2000年）の気候 | アクス市（1971年 − 2000年）の気候 | アクス市（1971年 − 2000年）の気候 | アクス市（1971年 − 2000年）の気候 | アクス市（1971年 − 2000年）の気候 | アクス市（1971年 − 2000年）の気候 | アクス市（1971年 − 2000年）の気候 | アクス市（1971年 − 2000年）の気候 | アクス市（1971年 − 2000年）の気候 | アクス市（1971年 − 2000年）の気候 | アクス市（1971年 − 2000年）の気候 | アクス市（1971年 − 2000年）の気候 | アクス市（1971年 − 2000年）の気候 | アクス市（1971年 − 2000年）の気候 |
| 月                                | 1月                               | 2月                               | 3月                               | 4月                               | 5月                               | 6月                               | 7月                               | 8月                               | 9月                               | 10月                              | 11月                              | 12月                              | 年                                |
| --------------------------------- | --------------------------------- | --------------------------------- | --------------------------------- | --------------------------------- | --------------------------------- | --------------------------------- | --------------------------------- | --------------------------------- | --------------------------------- | --------------------------------- | --------------------------------- | --------------------------------- | --------------------------------- |
| 最高気温記録 °C （°F）            | 7.3 (45.1)                        | 13.7 (56.7)                       | 25.0 (77)                         | 34.5 (94.1)                       | 35.0 (95)                         | 37.0 (98.6)                       | 39.6 (103.3)                      | 38.4 (101.1)                      | 34.2 (93.6)                       | 28.0 (82.4)                       | 20.2 (68.4)                       | 9.5 (49.1)                        | 39.6 (103.3)                      |
| 平均最高気温 °C （°F）            | −0.9 (30.4)                       | 4.6 (40.3)                        | 12.9 (55.2)                       | 21.9 (71.4)                       | 26.6 (79.9)                       | 29.6 (85.3)                       | 31.2 (88.2)                       | 30.2 (86.4)                       | 25.9 (78.6)                       | 18.9 (66)                         | 9.1 (48.4)                        | 0.8 (33.4)                        | 17.6 (63.6)                       |
| 日平均気温 °C （°F）              | −7.8 (18)                         | −2.2 (28)                         | 6.3 (43.3)                        | 14.7 (58.5)                       | 19.2 (66.6)                       | 22.1 (71.8)                       | 23.8 (74.8)                       | 22.5 (72.5)                       | 17.8 (64)                         | 10.3 (50.5)                       | 1.8 (35.2)                        | −5.5 (22.1)                       | 10.3 (50.5)                       |
| 平均最低気温 °C （°F）            | −13.3 (8.1)                       | −7.8 (18)                         | 0.1 (32.2)                        | 7.6 (45.7)                        | 12.1 (53.8)                       | 14.8 (58.6)                       | 16.6 (61.9)                       | 15.6 (60.1)                       | 10.8 (51.4)                       | 3.7 (38.7)                        | −3.1 (26.4)                       | −10 (14)                          | 3.9 (39.1)                        |
| 最低気温記録 °C （°F）            | −25.2 (−13.4)                     | −24.4 (−11.9)                     | −10.9 (12.4)                      | −3.1 (26.4)                       | 2.7 (36.9)                        | 6.0 (42.8)                        | 8.7 (47.7)                        | 8.3 (46.9)                        | 1.4 (34.5)                        | −4.5 (23.9)                       | −12.9 (8.8)                       | −23.4 (−10.1)                     | −25.2 (−13.4)                     |
| 降水量 mm （inch）                | 1.6 (0.063)                       | 2.4 (0.094)                       | 3.5 (0.138)                       | 2.5 (0.098)                       | 8.9 (0.35)                        | 14.0 (0.551)                      | 16.0 (0.63)                       | 14.1 (0.555)                      | 6.2 (0.244)                       | 2.3 (0.091)                       | 0.5 (0.02)                        | 2.4 (0.094)                       | 74.4 (2.928)                      |
| 平均降水日数 （≥0.1 mm）          | 2.3                               | 2.2                               | 1.6                               | 1.5                               | 3.1                               | 5.3                               | 6.6                               | 6.3                               | 3.3                               | 1.1                               | 0.7                               | 1.9                               | 35.9                              |
| 出典：Weather China               |                                   |                                   |                                   |                                   |                                   |                                   |                                   |                                   |                                   |                                   |                                   |                                   |                                   |

## 経済
特産品の羊毛を利用したギャバジン、サージ、フェルトなどを製造する工場が稼働している。地下に埋蔵されている鉱塩は塩化ナトリウムの含有量が96 - 99%と多く、現地では水晶塩、氷塩と呼ばれて珍重されている。

## 交通

### 航空

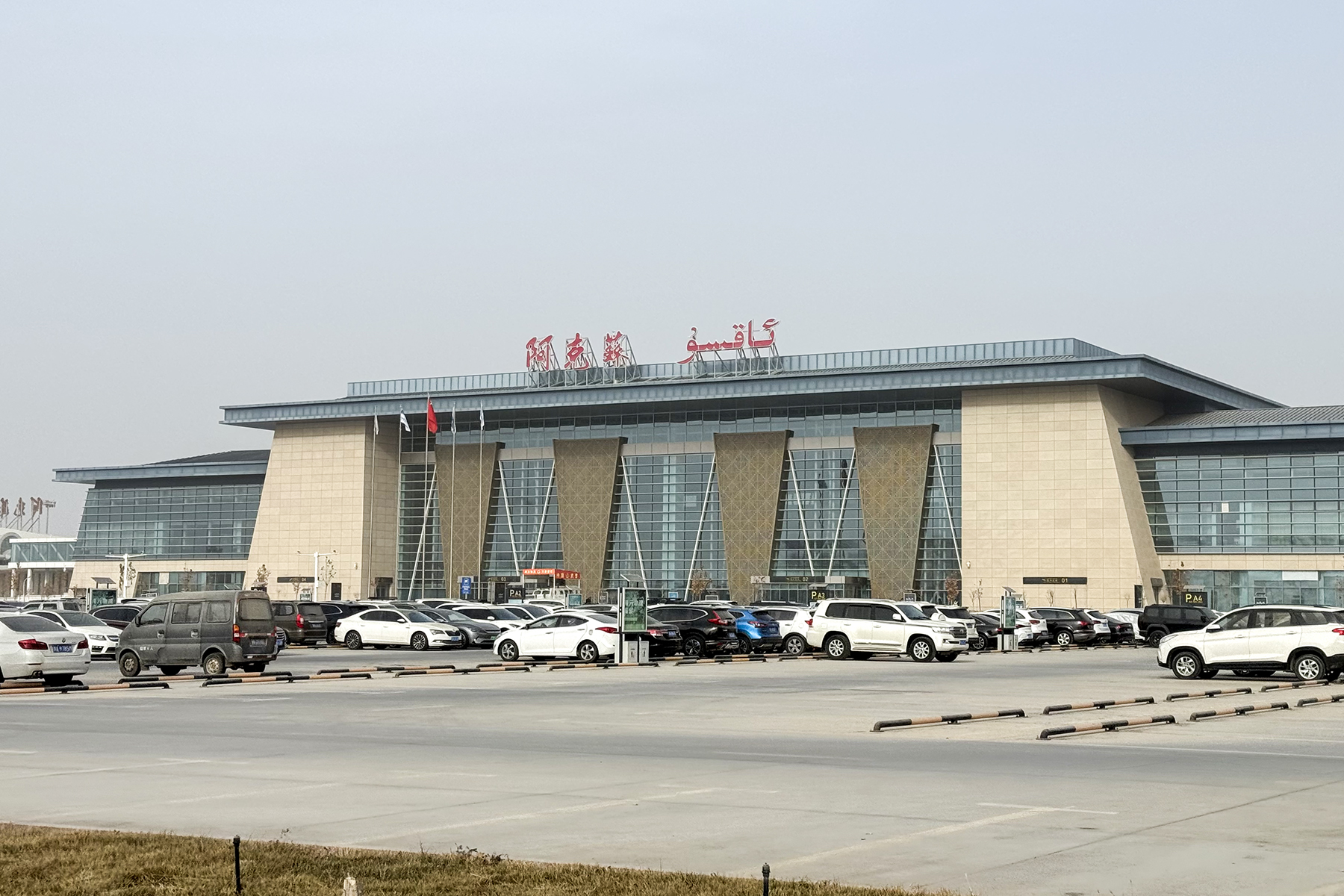
アクス空港

- アクス空港

### 鉄道

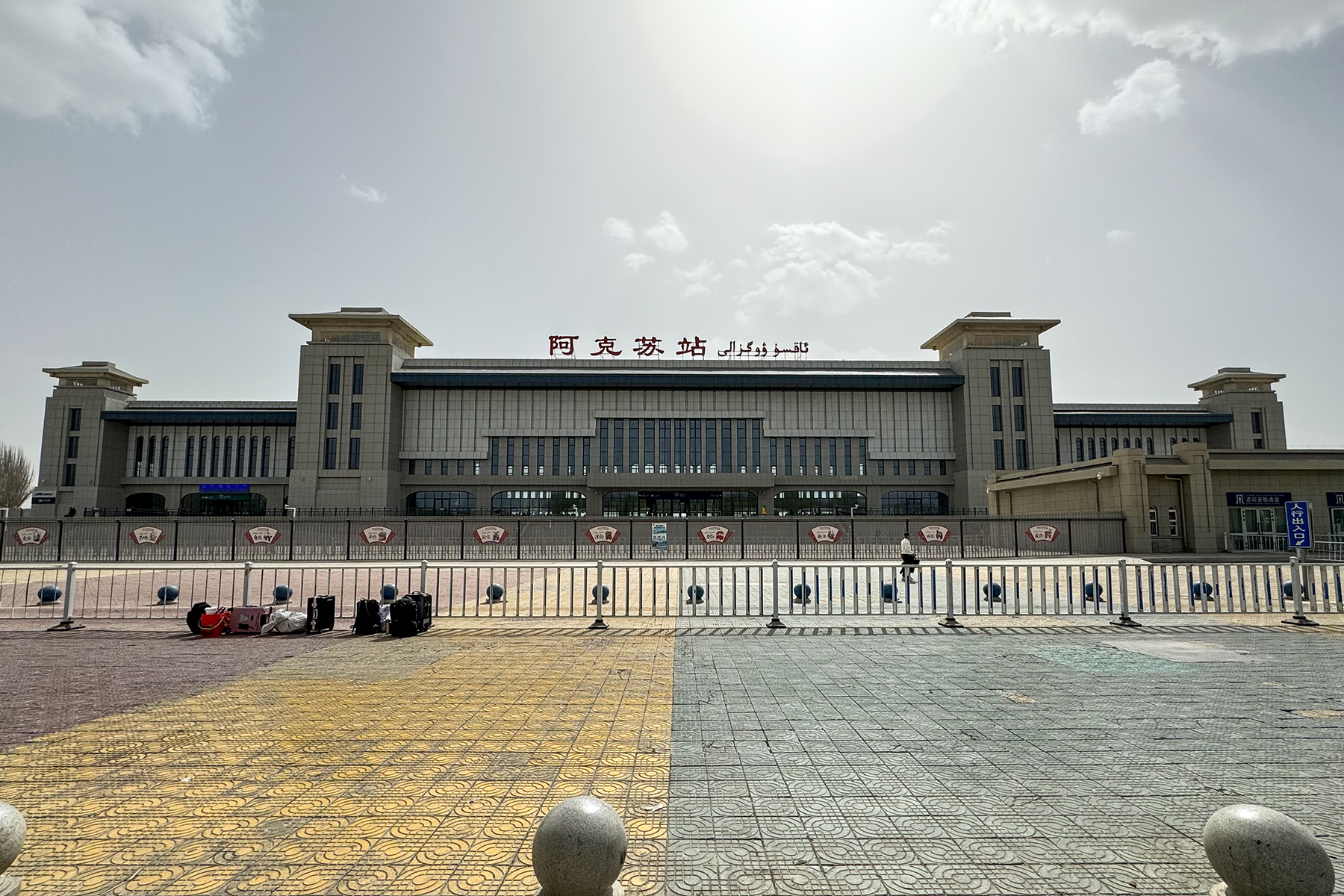
アクス駅

- 中国国家鉄路集団
  - 南疆線

### 道路
- 高速道路
  -  吐和高速道路
- 国道
  - G219国道
  - G314国道
  - G580国道